# C-reaktivni protein
C-reaktivni protein, skraćeno CRP je protein u krvi čovjeka iz obitelji pentraksina. CRP su otkrili Tillett i Francis 1930.g. 
CRP je protein s mnogo fizioloških uloga u sklopu imunološkog sustava čovjeka, kao što su npr. vezivanje na fosfokolin izražen na površini mrtvih ili umirućih stanica (oštečenih infekcijom, upalom ili traumom), vezivanje na nuklearne antigene i određene patogene organizme, zatim tako vezan aktivira sustava komplementa (koji uništava stanicu) ili aktivira Fc-receptora (kojeg sadrže određene stanice iumnološkog sustava npr. makrofag), ili tako vezna na stancima služi kao opsonin. 
CRP je jedan od proteina akutne faze upale, te se mjerenje njegove koncentracije u krvi koristi u dijagnostičke svrhe svakodnevno kao pokazatelj upalne reakcije. U akutnoj upalnoj reakciji količina CRP-a u krvi raste 50 000 puta. Iznad normalne razine naraste za 6-9 sati, vrh dostigne nakon 48 sati, a kako mu je vrijeme poluživota konstantno, razina CRP određena je količinom stvaranja.
Do porasta razine CRP dolazi zbog povećanja koncentracije interleukina IL-6 kojeg najviše proizvode makrofazi i adipociti (masne stanice). 
Gen za CRP nalazi se na prvom kromosomu. CRP se sintetizira u jetri i masnim stanicama.
Mjerenje CRP korisno je u razlikovanja akutnih bakterijskih od virusnih infekcija, u praćenju napredovanja bolesti i u praćenju djelotvornosti liječenja, te se može koristiti i kao faktor rizika.  
Vrijednosti CRP-a do 10mg/L (1,0 mg/dL) smatraju se unutar fizioloških granica (iako mogu biti normalne uz blaže oblike nekih lokaliziranih kroničnih upalnih bolesti). Od povišenih vrijednosti (uz napomenu da interpretacija vrijednosti znatno ovisi o ostalim lab. nalazima npr. sedimentacija eritrocita, leukociti u krvi) CRP od 10-40mg/L (1,0 - 4,0 mg/dL) ukazuju na uglavnom na blagu upalu, virusnu infekciju, a mogu se naći i kod npr. trudnih žena, pušača, u naporu; vrijednosti od 40-200mg/L ukazuju najčešće na akutnu upalu uzrokovanu bakterijama, dok se vrijednosti veće od 200mg/L nalaze najčešće kod teških bakterijskih infekcija i opeklina. 
|  | Molimo pročitajte upozorenje o korištenju medicinskih informacija. Ne provodite liječenje bez savjetovanja s liječnikom! |